# Noorwegen op de Olympische Jeugdwinterspelen 2012
Noorwegen was een van de landen die deelnam aan de Olympische Jeugdwinterspelen 2012 in Innsbruck, Oostenrijk.

## Medailleoverzicht
| Sport                                                                    | Olympiër                                                                   | Onderdeel              | Medaille |
| ------------------------------------------------------------------------ | -------------------------------------------------------------------------- | ---------------------- | -------- |
| Langlaufen                                                               | Andreas Molden                                                             | sprint (m)             | Goud     |
| Langlaufen                                                               | Silje Theodorsen                                                           | sprint (v)             | Goud     |
| Alpineskiën                                                              | Nora Grieg Christensen                                                     | super-g (v)            | Zilver   |
| Alpineskiën                                                              | Nora Grieg Christensen Martin Fjeldberg Mina Fuerst Holtmann Marcus Monsen | teamwedstrijd          | Zilver   |
| Biatlon                                                                  | Kristian Andre Aalerud Haakon Livik Karoline Naess Kristin Sandegger       | gemengd team estafette | Zilver   |
| Freestyleskiën                                                           | Tiril Sjaastad Christiansen                                                | half-pipe (v)          | Zilver   |
| Schansspringen                                                           | Mats S Berggaard                                                           | individueel (m)        | Zilver   |
| Langlaufen                                                               | Linn Eriksen                                                               | sprint (v)             | Brons    |
| Schaatsen                                                                | Martine Lilløy Bruun                                                       | 500 m (v)              | Brons    |
| Als lid van een gemengd landenteam (telt niet mee voor landenklassement) |                                                                            |                        |          |
| Curling                                                                  | Martin Sesaker                                                             | gemengd team           | Zilver   |

## Deelnemers en resultaten
(m) = mannen, (v) = vrouwen 

### Alpineskiën
| Olympiër                                                                                  | Onderdeel           | Resultaat | Prestatie                                                            |
| ----------------------------------------------------------------------------------------- | ------------------- | --------- | -------------------------------------------------------------------- |
| Martin Fjeldberg                                                                          | super g (m)         | -         | - (DNF)                                                              |
| Martin Fjeldberg                                                                          | supercombinatie (m) | -         | - (-) (1.03,44, DNF)                                                 |
| Martin Fjeldberg                                                                          | reuzenslalom (m)    | 4e        | 1.52,89 (+1,19) (57,62, 55,27)                                       |
| Martin Fjeldberg                                                                          | slalom (m)          | -         | - (-) (DNF, -)                                                       |
| Marcus Monsen                                                                             | super g (m)         | 6e        | 1.04,97 (+0,52)                                                      |
| Marcus Monsen                                                                             | supercombinatie (m) | 4e        | 1.42,21 (+1,76) (1.04,19, 38,02)                                     |
| Marcus Monsen                                                                             | reuzenslalom (m)    | 5e        | 1.53,33 (+1,63) (58,30, 55,03)                                       |
| Marcus Monsen                                                                             | slalom (m)          | -         | - (-) (40,44, DNF)                                                   |
|                                                                                           |                     |           |                                                                      |
| Nora Grieg Christensen                                                                    | super g (v)         | Zilver    | 1.05,79 (+0,01)                                                      |
| Nora Grieg Christensen                                                                    | supercombinatie (v) | -         | - (-) (1.05,63, DNF)                                                 |
| Nora Grieg Christensen                                                                    | reuzenslalom (v)    | -         | - (-) (DNF, -)                                                       |
| Nora Grieg Christensen                                                                    | slalom (v)          | -         | - (-) (43,08, DNF)                                                   |
| Mina Fürst Holtmann                                                                       | super g (v)         | -         | DNF (-)                                                              |
|                                                                                           |                     |           |                                                                      |
| Team Noorwegen Nora Grieg Christensen Martin Fjeldberg Mina Fuerst Holtmann Luana Flütsch | teamwedstrijd       | Zilver    | 1/4F: 3-1 Zwitserland HF: 2-2 (45,17/45,51) Italië F: 1-3 Oostenrijk |

### Biatlon
| Olympiër                                                                              | Onderdeel                 | Resultaat | Prestatie                                                                                             |
| ------------------------------------------------------------------------------------- | ------------------------- | --------- | --- |
| Kristian Andre Aalerud                                                                | 7,5 km sprint (m)         | 5e        | 20.04,4 (+42,7) pen.: 2 (2+0)                                                                         |
| Kristian Andre Aalerud                                                                | 10 km achtervolging (m)   | 6e        | +1.21,6 pen.: 7 (2+1+1+3)                                                                             |
| Haakon Livik                                                                          | 7,5 km sprint (m)         | 9e        | 20.34,1 (+1.12,4) pen.: 1 (0+1)                                                                       |
| Haakon Livik                                                                          | 10 km achtervolging (m)   | 9e        | +1.43,8 pen.: 4 (0+2+1+1)                                                                             |
|                                                                                       |                           |           | |
| Karoline Naess                                                                        | 6 km sprint (v)           | 36e       | 21.10,6 (+3.42,9) pen.: 5 (1+4)                                                                       |
| Karoline Naess                                                                        | 7,5 km achtervolging (v)  | 35e       | +9.06,4 pen.:8 (1+0+5+2)                                                                              |
| Kristin Sandeggen                                                                     | 6 km sprint (v)           | 11e       | 18.55,5 (+1.27,8) pen.: 1 (0+1)                                                                       |
| Kristin Sandeggen                                                                     | 7,5 km achtervolging (v)  | 12e       | +4.54,0 pen.:4 (1+0+2+1)                                                                              |
| Kristin Sandeggen Karoline Naess Haakon Livik Kristian Andre Aalerud                  | gemengde estafette        | Zilver    | 1:13.11,7 (+2.04,9) (0+3 0+5) 17.07,3 (0+1 0+0) 17.56,4 (0+1 0+1) 19.33,5 (0+1 0+1) 18.34,5 (0+0 0+3) |
| Kristin Sandeggen Silje Theodorsen Kristian Andre Aalerud Chrisander Skjoenberg Holth | biatlon/langlaufestafette | 9e        | 1:06.46,2 (3+6) 20.00,0 (0+0 0+2) 10.30,4 23.40,5 (3+3 0+1) 12.35,3                                   |

### Curling
| Olympiër                                                    | Onderdeel      | Resultaat | Prestatie |
| ----------------------------------------------------------- | -------------- | --------- | --- |
| Martin Sesaker Markus Skogvold Ina Roll Backe Stine Haalien | gemengd team   | 8e        | Voorronde: blauwe groep 5-4 China 2-8 Zwitserland 5-8 Tsjechië 3-7 Zuid-Korea 7-6 Nieuw-Zeeland 3-6 Verenigde Staten 8-3 Estland Beslissingswedstrijd 6-3 China Kwartfinale 0-8 Zweden                                                                  |
|                                                             |                |           | |
| Martin Sesaker + KOR Kim Eunbi                              | dubbeltoernooi | Zilver    | 1/32F: 9-3 SWE Amalia Rudström + GER Kevin Lehmann 1/16F: 10-4 CHN Yang Ying + USA Tom Howell KF: 7-6 RUS Anastasia Moskaleva + JPN Tsukasa Horigome HF: 13-6 JPN Mako Tamakuma + KOR Yoo Minhyeon F: 2-13 GER Nicole Muskatewitz + SUI Michael Brunner |
| Markus Skogvold + GBR Angharad Ward                         | dubbeltoernooi | 1/32F     | 1/32F: 8-9 SWE Johanna Heldin + NZL Luke Steel |
| Ina Roll Backe + CHN Wang Jin Bo                            | dubbeltoernooi | 1/16F     | 1/32F: 8-7 AUT Camilla Schnabel + SWE Jordan Wahl 1/16F: 1-6 GER Nicole Muskatewitz + SUI Michael Brunner |
| Stine Haalien + RUS Aleksandr Korshunov                     | dubbeltoernooi | 1/32F     | 1/32F: 1-8 EST Kerli Zerik + SWE Rasmus Wrana |

### Freestyleskiën
| Olympiër                    | Onderdeel     | Resultaat | Prestatie            |
| --------------------------- | ------------- | --------- | -------------------- |
| Johan Berg                  | half pipe (m) | 7e        | 71,75 (66,75, 71,75) |
| Marius Bø Vangsnes          | ski-cross (m) | 5e        | 57,73                |
|                             |               |           |                      |
| Tiril Sjaastad Christiansen | half pipe (v) | Zilver    | 79,25 (79,25, 39,00) |

### Langlaufen
| Olympiër                                                                              | Onderdeel                 | Resultaat | Prestatie                                                           |
| ------------------------------------------------------------------------------------- | ------------------------- | --------- | ------------------------------------------------------------------- |
| Chrisander Skjoenberg Holth                                                           | 10 km klassiek (m)        | 4e        | 30.14,1 (+45,3)                                                     |
| Chrisander Skjoenberg Holth                                                           | sprint (m)                | 7e        | halve finale                                                        |
| Andreas Molden                                                                        | 10 km klassiek (m)        | 13e       | 31.16,3 (+1.47,5)                                                   |
| Andreas Molden                                                                        | sprint (m)                | Goud      | finale                                                              |
|                                                                                       |                           |           |                                                                     |
| Linn Eriksen                                                                          | 5 km klassiek (v)         | 11e       | 16.03,3 (+1.45,3)                                                   |
| Linn Eriksen                                                                          | sprint (v)                | Brons     | finale                                                              |
| Silje Theodorsen                                                                      | 5 km klassiek (v)         | 4e        | 15.05,6 (+47,6)                                                     |
| Silje Theodorsen                                                                      | sprint (v)                | Goud      | finale                                                              |
|                                                                                       |                           |           |                                                                     |
| Kristin Sandeggen Silje Theodorsen Kristian Andre Aalerud Chrisander Skjoenberg Holth | biatlon/langlaufestafette | 9e        | 1:06.46,2 (3+6) 20.00,0 (0+0 0+2) 10.30,4 23.40,5 (3+3 0+1) 12.35,3 |

### Noordse combinatie
| Olympiër             | Onderdeel     | Resultaat | Prestatie                                                        |
| -------------------- | ------------- | --------- | ---------------------------------------------------------------- |
| Harald Johnas Riiber | Gundersen (m) | 6e        | schansspringen: 75,0 m - 131,3 p. (3e +0.25) langlaufen: +58,6 s |

### Rodelen
| Olympiër             | Onderdeel | Resultaat | Prestatie                          |
| -------------------- | --------- | --------- | ---------------------------------- |
| Karoline Frimo Melas | enkel (v) | 18e       | 1.22,844 (+2,647) (41,604; 41,240) |
| Gry Martine Mostue   | enkel (v) | 08e       | 1.21,517 (+1,320) (40,757; 40,760) |

### Schaatsen
| Olympiër                 | Onderdeel      | Resultaat | Prestatie                      |
| ------------------------ | -------------- | --------- | ------------------------------ |
| Magnus Myhren Kristensen | 1500 m (m)     | 09e       | 2.2.03,27 (+ 9,07)             |
| Magnus Myhren Kristensen | 3000 m (m)     | 07e       | 4.19,71 (+ 16,49)              |
| Magnus Myhren Kristensen | massastart (m) | 06e       | 7.14,15 (+ 3,92)               |
| Henrik Fagerli Rukke     | 500 m (m)      | 09e       | 80,64 (+ 5,14) [40,27 + 40,37] |
| Henrik Fagerli Rukke     | 1500 m (m)     | 14e       | 2.05,70 (+ 11,50)              |
| Henrik Fagerli Rukke     | massastart (m) | 14e       | 7.20,50 (+ 10,27)              |
|                          |                |           |                                |
| Martine Lilløy Bruun     | 500 m (v)      | Brons     | 87,51 (+ 5,83) [43,98 + 43,53] |
| Martine Lilløy Bruun     | 1500 m (v)     | 12e       | 2.19,79 (+ 11,62)              |
| Martine Lilløy Bruun     | massastart (v) | 23e       | 5 ronden geschaatst            |
| Inga Anne Vasaasen       | 1500 m (v)     | 13e       | 2.19,95 (+ 11,78)              |
| Inga Anne Vasaasen       | 3000 m (v)     | 09e       | 4.55,71 (+ 18,38)              |
| Inga Anne Vasaasen       | massastart (v) | 24e       | 4 ronden geschaatst            |

### Schansspringen
| Olympiër                                                           | Onderdeel                                        | Resultaat | Prestatie                                                            |
| ------------------------------------------------------------------ | ------------------------------------------------ | --------- | -------------------------------------------------------------------- |
| Mats Berggaard                                                     | individueel (m)                                  | Zilver    | 277,8 ptn. (77,5 m en 78,0 m)                                        |
|                                                                    |                                                  |           |                                                                      |
| Karoline Röstad                                                    | individueel (v)                                  | 8e        | 189,8 ptn. (63,5 m en 62,0 m)                                        |
|                                                                    |                                                  |           |                                                                      |
| Team Noorwegen Karoline Röstad Harald Johnas Riiber Mats Berggaard | gemengd team noordse combinatie / schansspringen | 6e        | 271,2 + 301,2 = 572,4 pnt. 057,4 + 056,4 105,7 + 109,0 108,1 + 135,8 |